# Thetispelecaris remex
Thetispelecaris remex är en kräftdjursart som beskrevs av Modest Gutu och Thomas M. Iliffe 1998. Thetispelecaris remex ingår i släktet Thetispelecaris och familjen Hirsutiidae. Inga underarter finns listade i Catalogue of Life.